# Liste des conseillers départementaux de l'Hérault
Pour un article plus général, voir Conseil départemental de l'Hérault.

## Composition du conseil départemental duHérault(50 sièges)
| Président du Conseil départemental       |       |                    |      |                                            |
|                                          |       |                    |      |                                            |
| Kléber Mesquida (PS)                     |       |                    |      |                                            |
| Parti                                    | Sigle | Sigle              | Élus | Groupes                                    |
| Majorité (37 sièges)                     |       |                    |      |                                            |
| Parti socialiste                         |       | PS                 | 20   | Groupe Majoritaire Solidaire et Ecologique |
| Divers gauche                            |       | DVG                | 12   | Groupe Majoritaire Solidaire et Ecologique |
| Parti communiste français                |       | PCF                | 4    | Groupe Majoritaire Solidaire et Ecologique |
| Europe-Ecologie Les Verts                |       | EELV               | 1    | Groupe Majoritaire Solidaire et Ecologique |
| Opposition (13 sièges)                   |       |                    |      |                                            |
| Les Républicains et UDI                  |       | Union de la droite | 4    | Unis pour l'Hérault                        |
| Divers droite                            |       | DVD                | 3    | Unis pour l'Hérault                        |
| Extrême-droite et Rassemblement national |       | EXD-RN             | 6    | Non-inscrits                               |

## Liste des conseillers départementaux de l'Hérault
| Canton                         | Conseiller départemental         | Étiquette | Étiquette | Autre fonction                                                                                             |
| Agde                           | Sébastien Frey                   |           | LR        | Maire d'Agde, Président de l'Agglomération Hérault Méditerranée                                            |
| Agde                           | Marie-Christine Fabre de Roussac |           | UDI       | 3e adjointe au maire de Marseillan                                                                         |
| Béziers-1                      | Denis Marsala                    |           | EXD       | Aucune |
| Béziers-1                      | Marie Hirth                      |           | EXD       | Aucune |
| Béziers-2                      | Gilles Sacaze                    |           | RN        | Aucune |
| Béziers-2                      | Marie-Emmanuelle Camous          |           | EXD       | Aucune |
| Béziers-3                      | Jean-Louis Respaud               |           | EXD       | Aucune |
| Béziers-3                      | Nicole Zénon                     |           | RN        | Aucune |
| Cazouls-lès-Béziers            | Philippe Vidal                   |           | PS        | Maire de Cazouls-lès-Béziers, Premier Vice-président de la Communauté de communes la Domitienne            |
| Cazouls-lès-Béziers            | Séverine Saur                    |           | PS        | Maire de Cabrerolles                                                                                       |
| Clermont-l'Hérault             | Jean-Luc Falip                   |           | PS        | Maire de Saint-Gervais-sur-Mare, Président de la Communauté de communes des Monts d'Orb                    |
| Clermont-l'Hérault             | Marie Passieux                   |           | PS        | Conseillère municipale de Clermont-l'Hérault                                                               |
| Frontignan                     | Jean-Franck Capellini            |           | PCF       | Aucune |
| Frontignan                     | Sylvie Pradelle                  |           | PS        | Conseillère municipale de Gigean                                                                           |
| Gignac                         | Nicole Morere                    |           | DVG       | Première adjointe au maire d'Aniane                                                                        |
| Gignac                         | Jean-François Soto               |           | DVG       | Maire du Gignac, Président de la Communauté de communes Vallée de l'Hérault                                |
| Lattes                         | Cyril Meunier                    |           | DVG       | Maire de Lattes, 3e Vice-président de Montpellier Méditerranée Métropole                                   |
| Lattes                         | Patricia Weber                   |           | PS        | Conseillère municipale de Juvignac                                                                         |
| Le Crès                        | Yvon Pellet                      |           | DVG       | Maire de Saint-Geniès-des-Mourgues, conseiller communautaire délégué de Montpellier Méditerranée Métropole |
| Le Crès                        | Claudine Vassas-Mejri            |           | PS        | Maire de Castries, 10e Vice-présidente de Montpellier Méditerranée Métropole                               |
| Lodève                         | Jacques Rigaud                   |           | DVG       | Conseiller municipal de Ganges                                                                             |
| Lodève                         | Gaëlle Lévêque                   |           | PS        | Maire de Lodève                                                                                            |
| Lunel                          | Jérôme Boisson                   |           | DVG       | Conseiller municipal de Villetelle, Premier Vice-président de Lunel Agglomération                          |
| Lunel                          | Paulette Gougeon                 |           | DVD       | 2e adjointe au maire de Lunel                                                                              |
| Mauguio                        | Brice Bonnefoux                  |           | LR        | 4e adjoint au maire de La Grande-Motte                                                                     |
| Mauguio                        | Patricia Moulin-Traffort         |           | DVD       | 7e adjointe au maire de Mauguio                                                                            |
| Mèze                           | Audrey Imbert                    |           | DVG       | Aucune |
| Mèze                           | Christophe Morgo                 |           | DVG       | Maire de Villeveyrac                                                                                       |
| Montpellier-1                  | Rachid El Moudden                |           | EÉLV      | Aucune |
| Montpellier-1                  | Manar Bouida                     |           | PS        | Aucune |
| Montpellier-2                  | Jean-Louis Gély                  |           | PS        | Aucune |
| Montpellier-2                  | Gabrielle Henry                  |           | PS        | Aucune |
| Montpellier-3                  | Jérôme Moynier                   |           | PS        | Aucune |
| Montpellier-3                  | Karine Wisniewski                |           | PS        | Aucune |
| Montpellier-4                  | Jean Almarcha                    |           | PS        | Aucune |
| Montpellier-4                  | Corinne Gournay-Garcia           |           | PCF       | Aucune |
| Montpellier-5                  | Sébastien Cristol                |           | PP        | Aucune |
| Montpellier-5                  | Zita Chelvi-Sandin               |           | PS        | Aucune |
| Montpellier - Castelnau-le-Lez | Renaud Calvat                    |           | PS        | Maire de Jacou, Premier Vice-président de Montpellier Méditerranée Métropole                               |
| Montpellier - Castelnau-le-Lez | Jacqueline Markovic              |           | PP        | Aucune |
| Pézenas                        | Vincent Gaudy                    |           | PS        | Maire de Florensac                                                                                         |
| Pézenas                        | Julie Garcin Saudo               |           | PS        | Aucune |
| Pignan                         | Jacques Martinier                |           | DVD       | Maire de Fabrègues                                                                                         |
| Pignan                         | Michelle Cassar                  |           | DVG       | Maire de Pignan, 14e Vice-présidente de Montpellier Méditerranée Métropole                                 |
| Saint-Gély-du-Fesc             | Jérôme Lopez                     |           | DVG       | Maire de Saint-Mathieu-de-Tréviers, 4e Vice-président de la Communauté de communes du Grand Pic Saint-Loup |
| Saint-Gély-du-Fesc             | Michèle Lernout                  |           | LR        | Maire de Saint-Gély-du-Fesc, Première Vice-présidente de la Communauté de communes du Grand Pic Saint-Loup |
| Saint-Pons-de-Thomières        | Kléber Mesquida                  |           | LC        | Président du Conseil départemental de l'Hérault                                                            |
| Saint-Pons-de-Thomières        | Marie-Pierre Pons                |           | PS        | Maire de Cessenon-sur-Orb                                                                                  |
| Sète                           | Gabriel Blasco                   |           | PCF       | Aucune |
| Sète                           | Véronique Calueba                |           | PCF       | Conseillère municipale de Sète                                                                             |